# Bobby Roode
Robert Francis Roode Jr. Nascut l'11 de maig de 1977 és un lluitador professional canadenc signat a WWE, a la marca SmackDown. Roode és més conegut per la seva tasca de 12 anys que va treballar per Total Nonstop Action Wrestling (TNA) o actualment coneguda com a Global Force Wrestling (GFW) entre 2004 i 2016. Roode debutà com a part de l'equip del Canadà l'any 2004, convertint-se en el campió mundial de l'equip d'etiquetes NWA amb Eric Young. Després d'una carrera individual després de la ruptura de l'equip, va formar un reeixit equip de títols amb James Storm com Beer Money, Inc. Juntament amb Storm, va ser campió de TNA World Tag Team sis vegades i és el campió més llarg de la història de TNA. Posteriorment, Roode va derrotar a Storm per convertir-se en campió mundial dels pesos pesats de TNA i es va convertir en el campió de pesos pesats que més temps va regnar a la història de la companyia, mantenint el títol durant 256 dies. En els seus últims anys amb la companyia, Roode va tenir un regnat final com a campió mundial TNA World Heavyweight, va guanyar el campionat TNA World Tag Team amb Austin Aries, i va ser un únic campió de la TNA King of the Mountain. Roode va tenir alguns combats amb la WWE des de 1998 fins a 2004 amb un pas que no va ser molt destacat, però va signar el 2016 i va començar la seva carrera en el seu territori de desenvolupament, NXT, i va ser un campió únic de NXT abans de la seva llista de convocatòries principals. Roode va debutar a SmackDown l'agost de 2017 i va arribar ràpidament a l'escena de l'esdeveniment principal, unint-se a Team SmackDown en la sèrie Survivor Series d'aquest any i entrant en un feudal pel Campionat dels Estats Units, guanyant finalment el títol el gener de 2018 del qual va ser el seu primer campionat a la llista principal. Roode va perdre el campionat dels Estats Units al PPV Fastlane en el seu combat contra Randy Orton.
TNA
El maig de 2004, Roode va ser introduït en Total Nonstop Action Wrestling (TNA) per Scott D'Amore, el propietari de Border City Wrestling, una promoció canadenca independent per la qual Roode havia treballat a vegades. Roode va debutar en TNA com a part de l'equip del Canadà, i va participar en la World X-Cup, que va ser guanyada per Team USA. Team Canada es va enfrontar amb America's Most Wanted. Com a membre més gran i poderós de l'equip del Canadà en aquella època, Roode va actuar com a executor del grup, un paper popularitzat per Arn Anderson. A principis de 2006, reconeixent les seves comparacions amb Anderson, va fer la petició de ser anomenat "The Canadian Enforcer" a partir d'aquest moment, va començar a arribar a l'anell en roba de lluentons que recordaven l'estil cridaner popularitzat pels Quatre Cavallers i Rick Rude a la fi dels anys vuitanta. Roode va començar un enfrontament amb Dustin Rhodes a principis de 2005, en una Triple Treath Match amb tres caigudes. Després d'això, Roode es va enfrontar amb Lance Hoyt, que el va derrotar en Slammiversary, i en No Surrender amb Team Canada, Hoyt es va unir a The Naturals. En el Sacrifici, Team Canada va derrotar els Estats Units més buscats i als naturals en un combat de vuit persones. Després de derrotar a Jeff Hardy en Unbreakable al setembre, Roode i la resta de Team Canada van reprendre la seva disputa amb 3Live Kru. En Bound for Glory, Team Canada va vèncer a 3 Live Kru. a Genesis (2005), Team Canada va perdre a 3 Live Kru en un Stick Fight de 6 cares amb Kip James com a àrbitre de convidats especials i en Turning Point (2005), Team Canada va vèncer a 4 Live Kru (BG James, Kip James, Konnan i Ron Killings) en un partit d'equip de vuit persones.A la Resolució Final, Roode va començar una carrera individual, tot i estar vinculada a l'equip del Canadà, derrotant a Ron Killings. Cinc mesos més tard, l'episodi de TNA Impact, el 29 de juny, el director de gestió de TNA, Jim Cornette, va forçar la ruptura de Team Canada. El 6 de juliol, Cornette va donar a Team Canada una oportunitat més d'estar junts, però només si podrien guanyar un partit una setmana després contra Jay Lethal, Rhino i Team 3D (Brother Ray i Brother Devon). En l'episodi d'impacte de 13 de juliol, Team Canada va perdre el partit quan Jay Lethal va fixar l'A-1, desmantellant l'equip del Canadà d'una vegada per totes .
NXT
L'1 d'abril de 2016, Roode es va mostrar en pantalla a la multitud a NXT TakeOver: Dallas. El 8 de juny, a la nit, TakeOver: The End, Roode va aparèixer a l'escenari durant una entrevista amb William Regal, director general de NXT, on va ser vist caminant a l'oficina de Regal, indicant que Roode estava a punt de signar amb la WWE o que ja ho havia fet. L'11 de juny, durant la gira de NXT al Regne Unit en Download Festival, Roode va fer el seu debut en el ring i va derrotar a Angelo Dawkins, que actualment forma part de l'equip Street Profits. El 3 d'agost de 2016, Roode va fer el seu debut a la televisió al programa NXT i va activar ràpidament la multitud per establir-se com un heel. La següent setmana a NXT, després que Andrade Almas va derrotar a Angelo Dawkins, Roode va informar a Almas que el gerent general William Regal va programar un enfrontament entre els dos en el NXT TakeOver: Brooklyn II, on Roode va derrotar a Almas per pinfall. En l'episodi de NXT del 14 de setembre, Roode va derrotar a No Way José en el seu debut a la Full Sail University. En l'episodi de NXT del 28 de setembre, després que Tye Dillinger va derrotar a Angelo Dawkins, Roode va aparèixer i més tard va convèncer a Dillinger com el seu soci d'equip per a l'equip Tag Team de Dusty Rhodes de 2016. En l'episodi de NXT de 12 d'octubre, Roode i Dillinger van ser derrotats per SAnitY (Alexander Wolfe i Sawyer Fulton) en la primera volta després que Roode sortís a Dillinger durant el combat. Roode i Dillinger es van atacar després dels seus combats, que van provocar un enfrontament a NXT TakeOver: Toronto, en què Roode va derrotar Dillinger.
En l'episodi del 14 de desembre de NXT, després de derrotar a Oney Lorcan, Roode es va classificar per un fatal 4 way per a una oportunitat del títol de NXT. En l'episodi de NXT del 21 de desembre, Roode va derrotar a Almas, Dillinger i Roderick Strong en un fatal 4 way per guanyar una oportunitat contra el campió de NXT Shinsuke Nakamura. El 28 de gener de 2017, a NXT TakeOver: San Antonio, Roode va vèncer a Nakamura per guanyar el títol, convertint-se en el campió més antic de NXT en la història de WWE en el procés. En l'episodi de NXT del 15 de març, Roode va defensar amb èxit el títol, derrotant a Kassius Ohno. A NXT TakeOver: Orlando, Roode va defensar amb èxit el títol contra Nakamura en una revenja, donant-li a Nakamura la seva primera pèrdua de singles nets en el seu partit sortint de NXT. Més tard, va derrotar a Tye Dillinger en un partit en el primer NXT a l'Auditori Memorial Spartanburg.
En l'episodi de NXT del 19 d'abril, Roode va ser interromput per Hideo Itami, que el va atacar amb un GTS o Go to Sleep. A NXT TakeOver: Chicago, Roode va mantenir el Campionat NXT contra Itami. En l'episodi de NXT del 7 de juny, Roderick Strong va anunciar les seves intencions de capturar el campionat de NXT del qual Roode va sortir a enfrentar-lo. Enmig d'una rivalitat, els dos es van enfrontar a una reyerta del backstage dues setmanes després. En l'episodi del 5 de juliol de NXT, Roode va defensar amb èxit el Campionat NXT contra Strong. En l'episodi de NXT del 19 de juliol, Drew McIntyre va derrotar a Killian Dain, guanyant-se el dret de desafiar a Roode pel NXT Championship a NXT TakeOver: Brooklyn III. En l'episodi de NXT del 2 d'agost, Strong va intentar atacar a Roode durant una entrevista a l'escenari en què Roode va afirmar ser un "home superior" que Strong. En l'episodi de NXT del 16 d'agost, Roode va atacar McIntyre i Strong durant el seu esdeveniment principal per finalitzar l'espectacle. A NXT TakeOver: Brooklyn III, Roode va perdre el Campionat de NXT a McIntyre, i va donar a Roode la seva primera pèrdua com a lluitador en solitari, en l'episodi de NXT de l'agost de 30, Roode va perdre a Roderick Strong en el seu últim partit televisat NXT. Roode va lluitar el seu partit NXT de comiat en un esdeveniment en directe de NXT a Toronto el 9 de setembre, on va vèncer The Velveteen Dream.
Roster Principal (Smackdown)
Dins del roster principal, va tenir una rivalitat amb un lluitador experimentat, Dolph Ziggler i van tenir un combat al PPV de Hell in a Cell (HIAC) on va sortir amb una victòria en el seu primer PPV, al següent PPV Clash of Champions va tenir un combat triple amenaça contra Dolph Ziggler i Baron Corbin pel campionat dels Estats Units de la WWE, el guanyador del combat va ser Dolph Ziggler, encara que va deixar el campionat vacant només dos dies després a Smackdown, amb aquest campionat vacant, els gerents de Smackdown Shane McMahon i Daniel Bryan van decidir fer un torneig per coronar el nou campió dels estats Units, aquest torneig va acabar amb la victòria de Bobby Roode guanyant a la final a un ex campió de WWE, Jinder Mahal convertint-se en una de les estrelles màximes de la marca blava Smackdown. El 6 de febrer a Smackdown, va aconseguir retenir el títol contra Rusev, a la setmana següent va aportar una idea que no es portava a terme des de 2015 quant John Cena era el campió dels Estats Units, conegut com el Open Challenge, que consistia que el campió posava el seu campionat en joc contra un lluitador que volgués l'oportunitat, podia ser qualsevol, ell ho va exucutar al PPV Royal Rumble, on el va desafiar Mojo Rawley i va poder retenir el campionat amb una Glorious DDT, després al PPV Fastlane, va perdre el campionat contra Randy Orton, tindrà la seva clàusula de revenja en un combat triple amenaça a Wrestlemania 34, contra Jinder Mahal i l'actual Campió Randy Orton.